# سیارک ۹۰۷۱۳
سیارک ۹۰۷۱۳ (به انگلیسی: 90713 Chajnantor، نامگذاری:1990VE3) نود هزار و هفتصد و سیزدهمین سیارک کشف شده‌است که در ۱۱ نوامبر ۱۹۹۰ کشف شد.